# 전길남
전길남(全吉男, 1943년 1월 3일~)은 대한민국의 컴퓨터과학자이다. 1982년 5월 15일 대한민국이 미국에 이어 세계에서 두 번째로 인터넷 연결에 성공한 나라가 되는데 결정적 역할을 하여, 일명 "대한민국 인터넷의 아버지"로 불린다.
1943년 일본 오사카 출생으로 오사카 대학 전자공학과를 졸업한 후 미국으로 건너가 UCLA에서 시스템 엔지니어링 박사 학위를 받았다. 미국 록웰 인터내셔널(Rockwell International)에서 컴퓨터 시스템 디자이너로 일하고, 제트추진연구소(JPL)에서 70년대 후반까지 기술연구원으로 근무했다. 1979년 36살에 귀국한 후 한국전자기술연구소 책임연구원으로 일하다 1982년부터 한국과학기술원(KAIST) 공학부 전산학과 교수로 재직했다.
그가 지휘했던 시스템 아키텍처 연구실(SA랩)에서 수많은 인재들을 배출해 냈다. 전길남 교수가 배출한 사람으로는, 한국 최초의 인터넷 회사인 아이네트를 창업하고, 4대~8대(2003.08 ~ 2011.01) 인터넷기업협회 회장을 역임한 허진호 박사, 넥슨의 게임 바람의 나라를 만든 김정주 NXC 대표(NEXON을 자회사로 둔 지주회사), 네오위즈의 '원클릭 서비스'를 만든 나성균 대표, 리니지 게임을 만든 송재경, 솔빛미디어 박현제 대표, 삼보컴퓨터 정철, 솔박스 박태하 대표 등이 있다.
알파넷의 산실인 UCLA에서 있었던 것이 인연이 되어 한국의 인터넷 도입에 핵심적인 역할을 하였다. 1982년 5월 15일 전길남 박사가 주도하여 서울대학교와 한국전자기술연구소(현 ETRI) 사이에 인터넷 시스템을 구축했다. 이로써 한국은 미국에 이어 세계에서 두 번째로 인터넷 연결에 성공한 나라가 되었다. 이 공로로 전길남 교수는 '대한민국 인터넷의 아버지'로 불린다. 또한 2012년 4월 23일 스위스 제네바에서 인터넷 공공정책과 보급 및 기술개발 촉진 활동을 하는 ISOC(인터넷 소사이어티)가 만든 '인터넷 명예의 전당'에 헌액되었다.
KAIST 정년 퇴임 후 현재는 일본 게이오대학 쇼난후지사와 캠퍼스 정책 미디어 연구과 특임교수로 재직 중이다.

## 학력
- 1965년 오사카 대학교 오사카 대학교 학사
- 1967년 캘리포니아 대학교 로스앤젤레스캠퍼스 대학원 컴퓨터공학 석사
- 1974년 캘리포니아 대학교 로스앤젤레스캠퍼스 대학원 컴퓨터공학 박사

## 경력
- 1969∼1971 미국 Rockwell International
- 1979∼1982 한국전자기술연구소 책임연구원
- 1982∼2008 한국과학기술원(KAIST) 전산학과 교수
- 2008.02.13 한국과학기술원(KAIST) 정년 퇴임
- 2008 베이징 대학교 초빙교수
- 2008~ 현재 한국과학기술원(KAIST) 명예교수
- 2008~ 현재 게이오대학 쇼난후지사와캠퍼스 정책 미디어 연구과 특임교수

## 연구 분야
- 인터넷
- 시스템 엔지니어링
- 인간-컴퓨터 상호작용

## 수상
- 2012.4.23 인터넷 명예의 전당 등재
- 2003.06.23 세계기술정상회담 세계기술상 커뮤니케이션 테크놀로지분야 개인상
- 2002.07.25 KRnet 공로상
- 1997 정보통신부 한국정보문화센터 국민훈장 동백장
- 1997 국가상훈편찬위원회 올해의 과학자상
- 1980 국민훈장 기린장

## 같이 보기
- 인터넷 명예의 전당

## 참고 문헌
- 2005.02.03 인터넷 역사를 돌아본다
- 2005.04.04 전길남 KAIST 교수의 20년 열정
- 2013.10.13 대한민국 인터넷 아버지 전길남 박사